# Jean-Jacques Eydelie
Jean-Jacques Eydelie, né le 3 février 1966 à Angoulême (Charente), est un footballeur français évoluant comme milieu de terrain et devenu entraîneur.
Formé au FC Nantes, il évolue ensuite à l'Olympique de Marseille, avec lequel il remporte la Ligue des champions en 1993.

## Biographie

### Carrière de joueur

#### Début de carrière
D'origine charentaise, Jean-Jacques Eydelie commence à faire parler de lui en 1979, lorsqu'il est finaliste national du concours du jeune footballeur. Alors licencié au CS Leroy, il rejoint l'AS Angoulême. Après avoir disputé la Coupe nationale des minimes, il joue son premier match international avec l'équipe de France minimes, le 1er mai 1980 contre le Portugal. Quelques semaines plus tard il rejoint le centre de formation du FC Nantes. Il est alors âgé de 14 ans. En 1981, il dispute avec l'équipe de France scolaires le Tournoi de Montaigu. De 1981 à 1983 il est sous contrat apprenti. En 1983 il atteint les demi-finales de la Coupe Gambardella et signe un contrat aspirant durant l'été. Il fait ses débuts professionnels à 18 ans, le 22 septembre 1984 contre l'AJ Auxerre, entrant en jeu à la place de José Touré. À cette époque il évolue aux côtés de jeunes joueurs qui seront plus tard bien connus du grand publique, tel que Didier Deschamps, Marcel Desailly, Claude Makelele. Par la suite l'entraîneur nantais Jean-Claude Suaudeau l'envoie jouer en prêt au Stade lavallois pour la saison 1986-1987 puis au Tours FC, en Division 2, pour la saison 1987-1988.
Après ces deux années qui lui permettent de s'aguerrir au football de haut niveau, Jean-Jacques Eydelie revient au FC Nantes en 1988. Le nouvel entraîneur Miroslav Blažević lui accorde sa confiance. Jean-Jacques Eydelie reste quatre années au FC Nantes, de 1988 à 1992. Il devient alors un titulaire à part entière, d'abord sous les ordres de Blažević (de 1988 à 1991) puis sous les ordres de Jean-Claude Suaudeau (de 1991 à 1992) qui a repris les rênes de l'équipe première. À cette époque, le club évolue plutôt en milieu de tableau, après avoir connu des heures brillantes au début des années 1980.
À l'issue de la saison 1991-1992, après avoir disputé 132 rencontres avec le FC Nantes, Jean-Jacques Eydelie est recruté par Bernard Tapie à l'Olympique de Marseille, alors le club phare du football français.

#### Sur le toit de l'Europe à Marseille

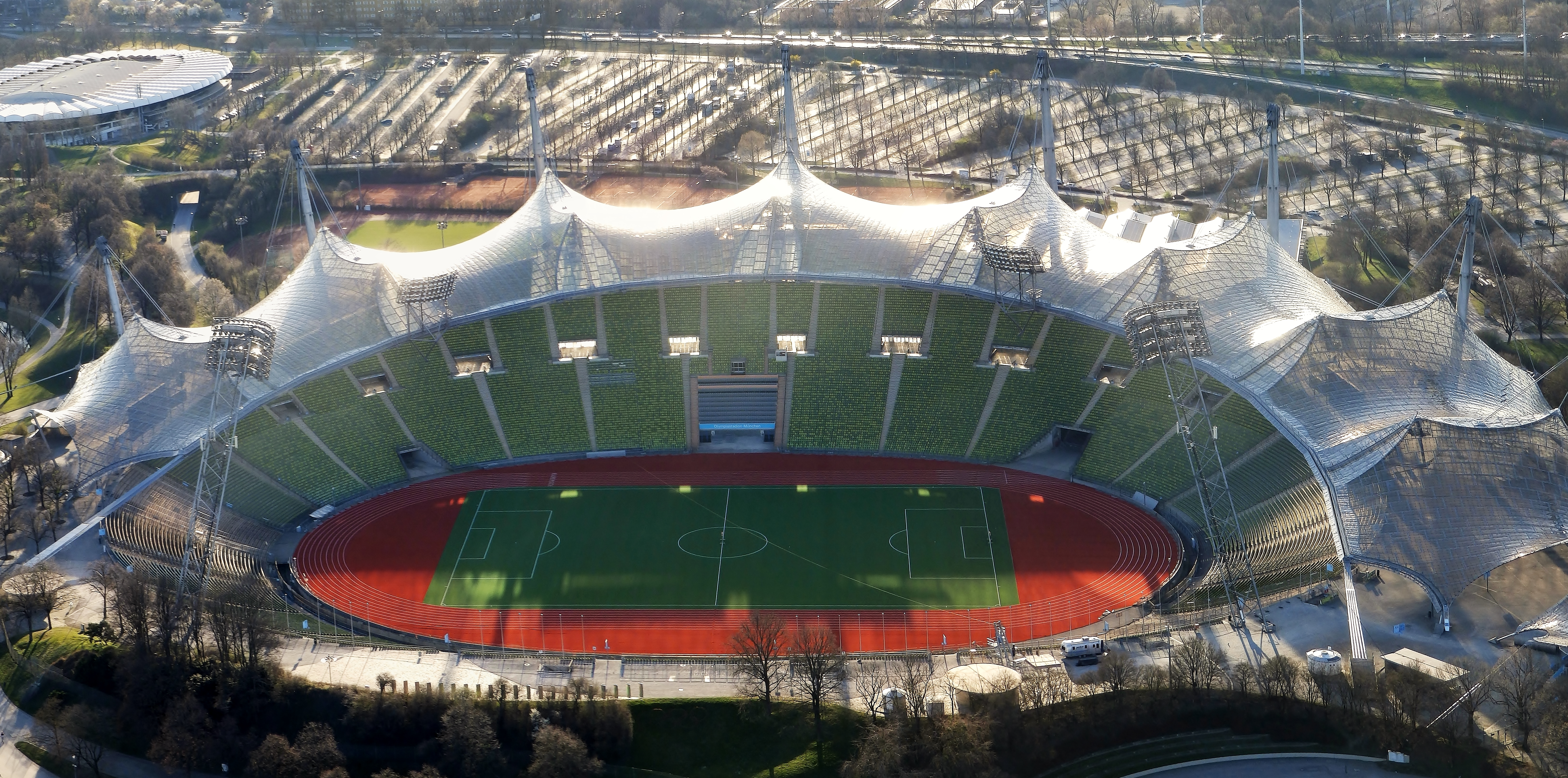
Titulaire en finale à Munich, Eydelie remporte la Ligue des Champions avec l'OM.

Pendant la saison 1992-1993, Marseille termine premier du championnat, et réussit l'exploit de remporter la Ligue des champions. Jean-Jacques Eydelie bénéficie d'un temps de jeu important, et il est même titulaire lors de la finale de la Ligue des champions remportée le 26 mai 1993 au Stade olympique de Munich face au Milan AC.

##### L'affaire VA-OM
Dans les semaines qui suivent cette consécration européenne, l'affaire VA-OM éclate : le club marseillais a corrompu des joueurs de Valenciennes pour « qu'ils lèvent le pied » lors d'un match opposant les deux équipes quelques jours avant la finale européenne. Jean-Jacques Eydelie est au cœur du scandale puisque c'est lui, à la demande d'un dirigeant marseillais, qui a contacté trois joueurs valenciennois qui étaient ses anciens coéquipiers à Nantes. Le 27 juin 1993, il est mis en examen pour « corruption active » dans le cadre de cette affaire. Le 22 septembre 1993, l'OM est finalement déchu de son titre de champion de France par la Fédération française de football et rétrogradé en seconde division.
Le 15 mai 1995, il est condamné à un an de prison avec sursis et 10 000 francs d’amende (environ 1 500 euros) dans l'affaire VA-OM au cours de laquelle il a servi d'intermédiaire.

#### L'après Marseille
Jean Jacques Eydelie rejoint le Sporting Club de Bastia en 1995. Il reste deux saisons en Corse et y demeure un titulaire régulier, jusqu'à devenir capitaine. En 1997, il part en Suisse, au FC Sion, où il reste deux années. Il évolue par la suite en Angleterre à Walsall, de mars à juin 1999, avant de retourner en Suisse, au FC Zurich pour un contrat de six mois. Il arrête alors sa carrière professionnelle, mais continue à jouer quelque temps avec les amateurs : d'abord avec l'équipe d'Avranches (Manche) en CFA2, puis avec le club de Beaucaire (Gard) en National.
En 2022, le magazine So Foot le classe dans le top 1000 des meilleurs joueurs du championnat de France, à la 609e place.

### Carrière d'entraîneur
Au mois de juin 2006, il est nommé entraîneur du Limoges FC en CFA2. Fin janvier 2008, il se sépare à l'amiable pour divergences sur la politique sportive du club.
En 2010 il obtient le DEF (diplôme d'entraîneur de football) de la FFF et reçoit la licence A UEFA. Lors de la saison 2009-2010, il est l'entraîneur d'Angoulême Charente FC en Division d'honneur régionale. Par la suite il intègre le staff de Jean-Marc Guillou où il s'occupe de la prospection et de l'encadrement technique des jeunes footballeurs des académies JMG en Afrique et en Asie.
En juin 2012, il est nommé entraîneur général du club corse de la JS Bonifacio. Il a la responsabilité technique de développer la formation auprès des jeunes catégories du club. Il est aussi l'entraîneur de l'équipe première qui évolue dans le championnat de Division d'honneur. Le bilan de la première saison est très positif puisque le club termine à une troisième place en championnat, puis parvient également à se hisser jusqu'en finale de la Coupe de Corse. Il est élu meilleur entraîneur de la saison 2012-2013.
En 2017, Jean-Jacques Eydelie devient entraîneur de l'équipe burundaise du Messager Ngozi. Il parvient à être sacré champion de la Primus League, la première division burundaise, une première dans l'histoire du club. Il est élu meilleur entraîneur du Burundi pour la saison 2017-2018.
Depuis 2018, il propose du conseil dans les clubs de football, les entreprises, les écoles européennes de management et les universités, à Angers, Nantes, Marseille, au Luxembourg, en Suisse et en Afrique.
En 2024, il travaille durant une période de 6 mois pour l'OM en tant que recruteur mais également chargé de relations avec la Côte d'Ivoire.

### Polémiques médiatiques
En janvier 2006, L'Équipe Magazine publie une interview de Jean-Jacques Eydelie qui relance la polémique à propos de l'affaire VA-OM et des évènements de 1993. En février 2006, l'ancien joueur publie un livre qui s'intitule Je ne joue plus ! aux éditions de l'Archipel, dans lequel il décrit tout ce qu'il a vu durant ses dix mois passés à l'OM (dopage, corruption, complot, argent sale…). À la même période, Eydelie est poursuivi en justice par Bernard Tapie pour diffamation. Le 9 février 2007, Bernard Tapie est débouté ; il fait appel de cette décision et perd en appel. Eydelie gagnera ce combat judiciaire. Il sera salué dans ses révélations par Arsène Wenger, ainsi que par deux anciennes gloires de l'OM Chris Waddle et Tony Cascarino.
En 2009, il sort un nouveau livre « Sale temps pour le foot » aux éditions Denöel. Il envisage d’attaquer en justice ses anciens employeurs et les instances nationales et internationales du football qu’il estime responsables de sa disgrâce.

## Palmarès

### Comme joueur
- avec le FC Nantes
  - Vice champion de France en 1985 et 1986
- avec l'Olympique de Marseille
  - Vainqueur de la Ligue des champions en 1993
- avec le FC Zurich
  - Vainqueur de la Coupe de Suisse en 2000

### Comme entraîneur
- avec le Messager FC de Ngozi
  - Vainqueur de la Primus League en 2018

## Distinctions personnelles et records
- Meilleur entraîneur championnat DH Corse 2012-2013
- Meilleur entraîneur de la Primus League 2017-2018.
- Remporte avec l'Olympique de Marseille la ligue des champions 1993.

## Livres
- Je ne joue plus !, l'Archipel, 2006
- Sale temps pour le foot, Denoël, 2009  (ISBN 9782207261170)